# Amtsgericht Hirschberg (Saale)
Das Amtsgericht Hirschberg (Saale) war ein von 1879 bis 1949 bestehendes Gericht der ordentlichen Gerichtsbarkeit mit Sitz in der thüringischen Stadt Hirschberg (Saale).

## Geschichte
In Hirschberg bestand das Justizamt Hirschberg als erstinstanzliches Gericht und Verwaltungseinheit. Seit der Trennung der Rechtsprechung von der Verwaltung in Reuß jüngerer Linie war das Justizamt Hirschberg ausschließlich Gericht. Seit 1863 waren das Kreisgericht Schleiz und darüber das Appellationsgericht Eisenach übergeordnete Gerichte. Vorher hatte das Appellationsgericht Gera diese Funktion wahrgenommen.
Anlässlich der Einführung des deutschen Gerichtsverfassungsgesetzes am 1. Oktober 1879 wurde im Fürstentum Reuß jüngerer Linie ein Amtsgericht zu Hirschberg errichtet, dessen Sprengel
- zum einen aus dem Bezirk des vorherigen Justizamtes Hirschberg[1] mit der Stadt Hirschberg und den Dörfern Blintendorf, Dobareuth, Frössen, Gebersreuth, Göritz, Göttengrün, Langgrün, Lerchenhügel, Mödlareuth, Pirk, Pottiga, Rothenacker, Ullersreuth und Venzka
- und zum anderen aus den Ortschaften Künsdorf, Seubtendorf, Spielmes und Stelzen

gebildet wurde.
Nächsthöhere Instanz war bis zum 1. September 1949 das Landgericht Gera, danach noch einen Monat lang das Landgericht Rudolstadt.
Mit Wirkung vom 1. Oktober 1949 wurde das Amtsgericht Hirschberg aufgehoben und aus seinem Bezirk die Gemeinden Birkenhügel (Lerchenhügel u. Pirk), Frössen, Künsdorf, Langgrün, Pottiga und Sparnberg dem Amtsgericht Lobenstein sowie die übrigen Gemeinden dem Amtsgericht Schleiz zugeteilt.

## Richter
- Daniel Jahn
- Heinrich Weißker